# UEFA Europa League 2024–25
UEFA Europa League 2024–25 là mùa giải thứ 54 của giải bóng đá câu lạc bộ cấp hai châu Âu do UEFA tổ chức và là mùa giải thứ 16 kể từ khi giải đấu được đổi tên từ UEFA Cup thành UEFA Europa League.
Đây là mùa giải đầu tiên của UEFA Europa League thi đấu theo thể thức mới của hệ thống Thụy Sĩ, thay thế vòng bảng 32 đội bằng vòng đấu hạng 36 đội. Thể thức mới cũng không cho phép các đội bóng chuyển từ vòng đấu loại trực tiếp Champions League sang vòng đấu loại trực tiếp Europa League, và do đó đội vô địch Europa League (Atalanta ở mùa giải 2023–24) không thể bảo vệ danh hiệu của mình.
Trận chung kết diễn ra vào ngày 21 tháng 5 năm 2025 tại sân vận động San Mamés ở Bilbao, Tây Ban Nha. Đội vô địch UEFA Europa League 2024–25 là Tottenham Hotspur tự động đủ điều kiện tham gia giai đoạn vòng đấu hạng UEFA Champions League 2025–26 và giành quyền thi đấu với đội vô địch UEFA Champions League 2024–25 trong Siêu cúp bóng đá châu Âu 2025 và thi đấu với đội vô địch Copa Sudamericana 2024 trong 2025 UEFA-CONMEBOL Club Challenge.

## Phân bổ các đội bóng
Tổng cộng có 76 đội bóng từ 41 trong số 55 hiệp hội thành viên UEFA sẽ tham gia UEFA Europa League 2024–25. Trong số đó, 32 hiệp hội có đội bóng đủ điều kiện trực tiếp tham dự Europa League, còn lại 9 hiệp hội không có đội bóng nào dự trực tiếp thì vẫn có thể có đội bóng thi đấu sau khi được chuyển qua từ Champions League. Xếp hạng hiệp hội dựa trên hệ số hiệp hội UEFA được sử dụng để xác định số lượng đội bóng tham dự cho mỗi hiệp hội:
- Đội vô địch UEFA Europa Conference League sẽ được tham dự Europa League (nếu không đủ điều kiện tham dự Champions League hoặc Europa League thông qua giải đấu quốc nội).
- Các hiệp hội xếp hạng từ 1–12: mỗi hiệp hội có hai đội.
- Các hiệp hội xếp hạng từ 13–33 (trừ Nga[ghi chú RUS]): mỗi hiệp hội có một đội.
- 31 đội bị loại khỏi UEFA Champions League 2024–25 sẽ được chuyển sang Europa League.

### Xếp hạng hiệp hội
Đối với UEFA Europa League 2024–25, các hiệp hội được phân bổ vị trí theo hệ số hiệp hội UEFA 2023 của họ, có tính đến thành tích trong các giải đấu châu Âu từ 2018–19 đến 2022–23.
Ngoài việc phân bổ dựa trên hệ số hiệp hội, các hiệp hội có thể có thêm các đội tham dự Europa League, như ghi chú dưới đây:
- (UCL) – Các đội bổ sung được chuyển từ UEFA Champions League
- (UECL) – Sự bổ sung cho đội vô địch UEFA Europa Conference League 2023–24

| Hạng | Hiệp hội    | Hệ số   | Số đội | Ghi chú       |
| ---- | ----------- | ------- | ------ | ------------- |
| 1    | Anh         | 109.570 | 2      |               |
| 2    | Tây Ban Nha | 92.998  | 2      |               |
| 3    | Đức         | 82.481  | 2      |               |
| 4    | Ý           | 81.926  | 2      |               |
| 5    | Pháp        | 61.164  | 2      |               |
| 6    | Hà Lan      | 59.900  | 2      | +1 (UCL)      |
| 7    | Bồ Đào Nha  | 56.216  | 2      |               |
| 8    | Bỉ          | 42.200  | 2      | +1 (UCL)      |
| 9    | Scotland    | 36.400  | 2      | +1 (UCL)      |
| 10   | Áo          | 34.000  | 2      |               |
| 11   | Serbia      | 32.375  | 2      | +1 (UCL)      |
| 12   | Thổ Nhĩ Kỳ  | 32.100  | 2      | +2 (UCL)      |
| 13   | Thụy Sĩ     | 31.675  | 1      | +1 (UCL)      |
| 14   | Ukraina     | 29.500  | 1      | +1 (UCL)      |
| 15   | Séc         | 29.050  | 1      | +1 (UCL)      |
| 16   | Na Uy       | 29.000  | 1      | +1 (UCL)      |
| 17   | Đan Mạch    | 27.825  | 1      | +1 (UCL)      |
| 18   | Nga         | 26.215  | 0      | [ghi chú RUS] |
| 19   | Croatia     | 25.400  | 1      |               |

| Hạng | Hiệp hội         | Hệ số  | Số đội | Ghi chú            |
| ---- | ---------------- | ------ | ------ | ------------------ |
| 20   | Hy Lạp           | 25.225 | 1      | +1 (UECL) +1 (UCL) |
| 21   | Israel           | 25.000 | 1      | +1 (UCL)           |
| 22   | Síp              | 24.475 | 1      | +1 (UCL)           |
| 23   | Thụy Điển        | 23.750 | 1      | +1 (UCL)           |
| 24   | Ba Lan           | 20.750 | 1      | +1 (UCL)           |
| 25   | Hungary          | 20.625 | 1      | +1 (UCL)           |
| 26   | România          | 20.500 | 1      | +1 (UCL)           |
| 27   | Bulgaria         | 20.000 | 1      | +1 (UCL)           |
| 28   | Slovakia         | 19.750 | 1      |                    |
| 29   | Azerbaijan       | 16.625 | 1      | +1 (UCL)           |
| 30   | Kazakhstan       | 12.625 | 1      |                    |
| 31   | Slovenia         | 12.500 | 1      | +1 (UCL)           |
| 32   | Moldova          | 12.250 | 1      | +1 (UCL)           |
| 33   | Kosovo           | 11.041 | 1      |                    |
| 34   | Liechtenstein    | 11.000 | 0      |                    |
| 35   | Latvia           | 10.625 | 0      | +1 (UCL)           |
| 36   | Cộng hòa Ireland | 10.375 | 0      | +1 (UCL)           |
| 37   | Phần Lan         | 10.200 | 0      |                    |
| 38   | Litva            | 10.000 | 0      | +1 (UCL)           |

| Hạng | Hiệp hội             | Hệ số | Số đội | Ghi chú  |
| ---- | -------------------- | ----- | ------ | -------- |
| 39   | Armenia              | 9.875 | 0      |          |
| 40   | Belarus              | 9.875 | 0      | +1 (UCL) |
| 41   | Bosna và Hercegovina | 9.750 | 0      | +1 (UCL) |
| 42   | Luxembourg           | 9.000 | 0      |          |
| 43   | Quần đảo Faroe       | 8.750 | 0      | +1 (UCL) |
| 44   | Bắc Ireland          | 8.583 | 0      |          |
| 45   | Malta                | 8.250 | 0      |          |
| 46   | Gruzia               | 8.000 | 0      |          |
| 47   | Estonia              | 7.582 | 0      |          |
| 48   | Iceland              | 7.250 | 0      |          |
| 49   | Albania              | 6.250 | 0      |          |
| 50   | Wales                | 6.166 | 0      | +1 (UCL) |
| 51   | Gibraltar            | 5.791 | 0      | +1 (UCL) |
| 52   | Bắc Macedonia        | 5.500 | 0      |          |
| 53   | Andorra              | 5.165 | 0      | +1 (UCL) |
| 54   | Montenegro           | 4.750 | 0      |          |
| 55   | San Marino           | 1.999 | 0      |          |

### Phân bổ
|                             |                             | Các đội tham dự vòng này | Các đội đi tiếp từ vòng trước       | Các đội chuyển từ Champions League |
| --------------------------- | --------------------------- | --- | ----------------------------------- | --- |
| Vòng loại thứ nhất (12 đội) | Vòng loại thứ nhất (12 đội) | - 12 đội vô địch cúp quốc nội từ các hiệp hội hạng 22–33 |                                     | |
| Vòng loại thứ hai (18 đội)  | Vòng loại thứ hai (18 đội)  | - 5 đội vô địch cúp quốc nội từ các hiệp hội hạng 16–21 (trừ Nga)[Ghi chú RUS] - 6 đội đứng thứ ba giải quốc nội từ các hiệp hội hạng 7–12 - 1 đội đứng thứ tư giải quốc nội từ hiệp hội hạng 6 | - 6 đội thắng từ vòng loại thứ nhất | |
| Vòng loại thứ ba (26 đội)   | Nhánh vô địch (12 đội)      | |                                     | - 12 đội thua ở vòng loại thứ hai Champions League (Nhánh vô địch) |
| Vòng loại thứ ba (26 đội)   | Nhánh League (14 đội)       | - 3 đội vô địch cúp quốc nội từ các hiệp hội hạng 13–15 | - 9 đội thắng từ vòng loại thứ hai  | - 2 đội thua ở vòng loại thứ hai Champions League (Nhánh League) |
| Vòng play-off (24 đội)      | Vòng play-off (24 đội)      | - 5 đội vô địch cúp quốc gia từ các hiệp hội hạng 8–12 | - 13 đội thắng từ vòng loại thứ ba  | - 6 đội thua ở vòng loại thứ ba Champions League (Nhánh vô địch) |
| Vòng đấu hạng (36 đội)      | Vòng đấu hạng (36 đội)      | - Đội vô địch UEFA Europa Conference League - 7 đội vô địch cúp quốc nội từ các hiệp hội hạng 1–7 - 5 đội đứng thứ năm giải quốc nội từ các hiệp hội hạng 1–5                                   | - 12 đội thắng ở vòng play-off      | - 5 đội thua ở vòng play-off Champions League (Nhánh vô địch) - 4 đội thua ở vòng loại thứ ba Champions League (Nhánh League) - 2 đội thua ở vòng play-off Champions League (Nhánh League) |

Thông tin ở đây phản ánh việc Nga đang bị đình chỉ tham gia bóng đá châu Âu, do đó danh sách truy cập mặc định đã có những thay đổi sau:
- Đội vô địch cúp của hiệp hội hạng 16 (Na Uy) sẽ vào vòng loại thứ hai thay vì vòng loại thứ nhất.

Vì đội đương kim vô địch Europa League (Atalanta) đủ điều kiện tham dự Champions League thông qua vị trí ở giải quốc nội, những thay đổi sau đối với danh sách truy cập mặc định đã được thực hiện:
- Đội vô địch cúp từ các hiệp hội hạng 17–21 (trừ Nga)[Ghi chú RUS] (Đan Mạch, Croatia, Hy Lạp và Israel) sẽ vào vòng loại thứ hai thay vì vòng loại thứ nhất.

### Các đội bóng
Các nhãn trong ngoặc đơn cho biết mỗi đội đủ điều kiện để giành được vị trí xuất phát như thế nào:
- ECL: Đội vô địch Europa Conference League
- CW: Vô địch Cup
- 3rd, 4th, 5th...: Thứ hạng tại giải quốc nội mùa giải trước
- UCL: Chuyển từ Champions League
  - CH/LP PO: Đội thua ở vòng play-off (Nhánh vô địch/Nhánh League)
  - CH/LP Q3: Đội thua ở vòng loại thứ ba (Nhánh vô địch/Nhánh League)
  - CH/LP Q2: Đội thua ở vòng loại thứ hai (Nhánh vô địch/Nhánh League)

Vòng loại thứ ba được chia thành Nhánh vô địch (CH) và Nhánh chính (MP).
| Vòng tham dự       | Vòng tham dự       | Đội                          | Đội                              | Đội                            | Đội                               |
| ------------------ | ------------------ | ---------------------------- | -------------------------------- | ------------------------------ | --------------------------------- |
| Vòng đấu hạng      | Vòng đấu hạng      | Olympiacos (ECL)             | Manchester United (CW)           | Tottenham Hotspur (5th)        | Athletic Bilbao (CW)              |
| Vòng đấu hạng      | Vòng đấu hạng      | Real Sociedad (6th)          | Eintracht Frankfurt (6th)        | TSG Hoffenheim (7th)           | AS Roma (6th)                     |
| Vòng đấu hạng      | Vòng đấu hạng      | Lazio (7th)                  | Nice (5th)                       | Lyon (6th)                     | AZ (4th)                          |
| Vòng đấu hạng      | Vòng đấu hạng      | Porto (CW)                   | Galatasaray (UCL CH PO)          | Bodø/Glimt (UCL CH PO)         | Midtjylland (UCL CH PO)           |
| Vòng đấu hạng      | Vòng đấu hạng      | Malmö FF (UCL CH PO)         | Qarabağ (UCL CH PO)              | Dynamo Kyiv (UCL LP PO)        | Slavia Prague (UCL LP PO)         |
| Vòng đấu hạng      | Vòng đấu hạng      | Twente (UCL LP Q3)           | Union Saint-Gilloise (UCL LP Q3) | Rangers (UCL LP Q3)            | Fenerbahçe (UCL LP Q3)            |
|                    |                    |                              |                                  |                                |                                   |
| Vòng play-off      | Vòng play-off      | Anderlecht (3rd)             | Heart of Midlothian (3rd)        | LASK (3rd)                     | TSC (3rd)                         |
| Vòng play-off      | Vòng play-off      | Beşiktaş (CW)                | PAOK (UCL CH Q3)                 | APOEL (UCL CH Q3)              | Jagiellonia Białystok (UCL CH Q3) |
| Vòng play-off      | Vòng play-off      | Ferencváros (UCL CH Q3)      | FCSB (UCL CH Q3)                 | Ludogorets Razgrad (UCL CH Q3) |                                   |
|                    |                    |                              |                                  |                                |                                   |
| Vòng loại thứ ba   | CH                 | Maccabi Tel Aviv (UCL CH Q2) | Celje (UCL CH Q2)                | Petrocub Hîncești (UCL CH Q2)  | RFS (UCL CH Q2)                   |
| Vòng loại thứ ba   | CH                 | Shamrock Rovers (UCL CH Q2)  | Panevėžys (UCL CH Q2)            | Dinamo Minsk (UCL CH Q2)       | Borac Banja Luka (UCL CH Q2)      |
| Vòng loại thứ ba   | CH                 | KÍ (UCL CH Q2)               | The New Saints (UCL CH Q2)       | Lincoln Red Imps (UCL CH Q2)   | UE Santa Coloma (UCL CH Q2)       |
| Vòng loại thứ ba   | MP                 | Servette (CW)                | Kryvbas Kryvyi Rih (3rd)         | Viktoria Plzeň (3rd)           | Partizan (UCL LP Q2)              |
| Vòng loại thứ ba   | MP                 | Lugano (UCL LP Q2)           |                                  |                                |                                   |
|                    |                    |                              |                                  |                                |                                   |
| Vòng loại thứ hai  | Vòng loại thứ hai  | Ajax (5th)                   | Braga (4th)                      | Cercle Brugge (4th)            | Kilmarnock (4th)                  |
| Vòng loại thứ hai  | Vòng loại thứ hai  | Rapid Wien (4th)             | Vojvodina (4th)                  | Trabzonspor (3rd)              | Molde (CW)                        |
| Vòng loại thứ hai  | Vòng loại thứ hai  | Silkeborg (CW)               | Rijeka (2nd)                     | Panathinaikos (CW)             | Maccabi Petah Tikva (CW)          |
|                    |                    |                              |                                  |                                |                                   |
| Vòng loại thứ nhất | Vòng loại thứ nhất | Pafos (CW)                   | Elfsborg (2nd)                   | Wisła Kraków (CW)              | Paks (CW)                         |
| Vòng loại thứ nhất | Vòng loại thứ nhất | Corvinul Hunedoara (CW)      | Botev Plovdiv (CW)               | Ružomberok (CW)                | Zira (2nd)                        |
| Vòng loại thứ nhất | Vòng loại thứ nhất | Tobol (CW)                   | Maribor (2nd)[ghi chú SVN]       | Sheriff Tiraspol (2nd)         | Llapi (2nd)                       |

1. ^ Nga (RUS): Vào ngày 28 tháng 2 năm 2022, các câu lạc bộ bóng đá và đội tuyển quốc gia Nga đã bị đình chỉ tham gia các giải đấu của FIFA và UEFA do Nga xâm lược Ukraina.[5] Các bảng này phản ánh việc Nga đang bị đình chỉ tham gia các giải đấu của UEFA.[6]
2. ^ Slovenia (SVN): Đội vô địch cúp quốc gia Rogaška đã không xin được giấy phép của UEFA nên suất tham dự dành cho đội vô địch cúp quốc gia đã được chuyển cho đội đứng thứ hai trong giải đấu là Maribor.

## Lịch thi đấu
Lịch trình của giải đấu như sau. Các trận đấu được lên lịch vào thứ Năm, ngoại trừ trận chung kết diễn ra vào thứ Tư, mặc dù ngoại lệ có thể diễn ra vào thứ Ba hoặc thứ Tư do xung đột lịch thi đấu. So với các mùa giải trước, một tuần độc quyền sẽ được tổ chức vào ngày 25 và 26 tháng 9.
| Giai đoạn               | Vòng                         | Ngày bốc thăm | Lượt đi                                                   | Lượt về                                                   |
| ----------------------- | ---------------------------- | ------------- | --------------------------------------------------------- | --------------------------------------------------------- |
| Vòng loại               | Vòng loại thứ nhất           | 18/6/2024     | 11/7/2024                                                 | 18/7/2024                                                 |
| Vòng loại               | Vòng loại thứ hai            | 19/6/2024     | 25/7/2024                                                 | 1/8/2024                                                  |
| Vòng loại               | Vòng loại thứ ba             | 22/7/2024     | 8/8/2024                                                  | 15/8/2024                                                 |
| Play-off                | Vòng play-off                | 5/8/2024      | 22/8/2024                                                 | 29/8/2024                                                 |
| Vòng đấu hạng           | Lượt trận thứ 1              | 30/8/2024     | 25–26/9/2024                                              | 25–26/9/2024                                              |
| Vòng đấu hạng           | Lượt trận thứ 2              | 30/8/2024     | 3/10/2024                                                 | 3/10/2024                                                 |
| Vòng đấu hạng           | Lượt trận thứ 3              | 30/8/2024     | 24/10/2024                                                | 24/10/2024                                                |
| Vòng đấu hạng           | Lượt trận thứ 4              | 30/8/2024     | 7/11/2024                                                 | 7/11/2024                                                 |
| Vòng đấu hạng           | Lượt trận thứ 5              | 30/8/2024     | 28/11/2024                                                | 28/11/2024                                                |
| Vòng đấu hạng           | Lượt trận thứ 6              | 30/8/2024     | 12/12/2024                                                | 12/12/2024                                                |
| Vòng đấu hạng           | Lượt trận thứ 7              | 30/8/2024     | 23/1/2025                                                 | 23/1/2025                                                 |
| Vòng đấu hạng           | Lượt trận thứ 8              | 30/8/2024     | 30/1/2025                                                 | 30/1/2025                                                 |
| Vòng đấu loại trực tiếp | Vòng play-off loại trực tiếp | 31/1/2025     | 13/2/2025                                                 | 20/2/2025                                                 |
| Vòng đấu loại trực tiếp | Vòng 16 đội                  | 21/2/2025     | 6/3/2025                                                  | 13/3/2025                                                 |
| Vòng đấu loại trực tiếp | Tứ kết                       | 21/2/2025     | 10/4/2025                                                 | 17/4/2025                                                 |
| Vòng đấu loại trực tiếp | Bán kết                      | 21/2/2025     | 1/5/2025                                                  | 8/5/2025                                                  |
| Vòng đấu loại trực tiếp | Chung kết                    | 21/2/2025     | 21/5/2025 tại sân vận động San Mamés, Bilbao, Tây Ban Nha | 21/5/2025 tại sân vận động San Mamés, Bilbao, Tây Ban Nha |

## Vòng loại

### Vòng loại thứ nhất
Lễ bốc thăm vòng loại thứ nhất được tổ chức vào ngày 18 tháng 6 năm 2024.
Lượt đi diễn ra vào ngày 11 tháng 7 và lượt về diễn ra vào ngày 18 tháng 7 năm 2024.
Đội thắng trong cặp đấu sẽ tiến vào vòng loại thứ hai. Đội thua sẽ được chuyển sang vòng loại thứ hai Conference League Nhánh chính.
| Đội 1            | TTSTooltip Aggregate score | Đội 2              | Lượt đi | Lượt về      |
| ---------------- | -------------------------- | ------------------ | ------- | ------------ |
| Botev Plovdiv    | 4–3                        | Maribor            | 2–1     | 2–2          |
| Elfsborg         | 8–2                        | Pafos              | 3–0     | 5–2          |
| Paks             | 2–4                        | Corvinul Hunedoara | 0–4     | 2–0          |
| Sheriff Tiraspol | 2–2 (5–4 p)                | Zira               | 0–1     | 2–1 (s.h.p.) |
| Wisła Kraków     | 4–1                        | Llapi              | 2–0     | 2–1          |
| Ružomberok       | 5–3                        | Tobol              | 5–2     | 0–1          |

1. ↑  Thứ tự các trận đấu bị đảo ngược sau lần bốc thăm ban đầu.

### Vòng loại thứ hai
Lễ bốc thăm vòng loại thứ hai được tổ chức vào ngày 19 tháng 6 năm 2024.
Trận lượt đi diễn ra vào ngày 25 tháng 7 và trận lượt về diễn ra vào ngày 1 tháng 8 năm 2024.
Đội thắng trong các trận đấu sẽ tiến vào vòng loại thứ ba Nhánh chính. Đội thua sẽ được chuyển đến vòng loại thứ ba Conference League Nhánh chính.
| Đội 1              | TTSTooltip Aggregate score | Đội 2               | Lượt đi | Lượt về |
| ------------------ | -------------------------- | ------------------- | ------- | ------- |
| Ajax               | 4–1                        | Vojvodina           | 1–0     | 3–1     |
| Ružomberok         | 0–3                        | Trabzonspor         | 0–2     | 0–1     |
| Wisła Kraków       | 2–8                        | Rapid Wien          | 1–2     | 1–6     |
| Kilmarnock         | 1–2                        | Cercle Brugge       | 1–1     | 0–1     |
| Molde              | 5–4                        | Silkeborg           | 3–1     | 2–3     |
| Corvinul Hunedoara | 0–1                        | Rijeka              | 0–0     | 0–1     |
| Braga              | 7–0                        | Maccabi Petah Tikva | 2–0     | 5–0     |
| Panathinaikos      | 6–1                        | Botev Plovdiv       | 2–1     | 4–0     |
| Sheriff Tiraspol   | 0–3                        | Elfsborg            | 0–1     | 0–2     |

### Vòng loại thứ ba
Lễ bốc thăm vòng loại thứ ba được tổ chức vào ngày 22 tháng 7 năm 2024.
Lượt đi diễn ra vào ngày 6 và 8 tháng 8, lượt về diễn ra vào ngày 13, 14 và 15 tháng 8 năm 2024.
Những đội thắng trong các trận đấu sẽ tiến vào vòng play-off. Những đội thua ở Nhánh vô địch sẽ được chuyển đến vòng play-off Conference League nhánh vô địch, trong khi những đội thua ở Nhánh chính sẽ được chuyển đến vòng play-off Conference League Nhánh chính.
| Đội 1              | TTSTooltip Aggregate score | Đội 2            | Lượt đi | Lượt về      |
| ------------------ | -------------------------- | ---------------- | ------- | ------------ |
| Nhánh vô địch      |                            |                  |         |              |
| KÍ                 | 3–4                        | Borac Banja Luka | 2–1     | 1–3 (s.h.p.) |
| UE Santa Coloma    | 0–9                        | RFS              | 0–2     | 0–7          |
| Celje              | 2–3                        | Shamrock Rovers  | 1–0     | 1–3 (s.h.p.) |
| Panevėžys          | 1–5                        | Maccabi Tel Aviv | 1–2     | 0–3          |
| Petrocub Hîncești  | 1–0                        | The New Saints   | 1–0     | 0–0          |
| Dinamo Minsk       | 3–2                        | Lincoln Red Imps | 2–0     | 1–2          |
| Nhánh chính        |                            |                  |         |              |
| Partizan           | 2–3                        | Lugano           | 0–1     | 2–2 (s.h.p.) |
| Molde              | 3–1                        | Cercle Brugge    | 3–0     | 0–1          |
| Panathinaikos      | 1–1 (12–13 p)              | Ajax             | 0–1     | 1–0 (s.h.p.) |
| Trabzonspor        | 0–3                        | Rapid Wien       | 0–1     | 0–2          |
| Braga              | 2–1                        | Servette         | 0–0     | 2–1          |
| Rijeka             | 1–3                        | Elfsborg         | 1–1     | 0–2          |
| Kryvbas Kryvyi Rih | 1–3                        | Viktoria Plzeň   | 1–2     | 0–1          |

## Vòng play-off
Lễ bốc thăm vòng play-off được tổ chức vào ngày 5 tháng 8 năm 2024.Trận lượt đi diễn ra vào ngày 22 tháng 8 và lượt về diễn ra vào ngày 29 tháng 8 năm 2024.
Đội thắng sẽ tiến vào vòng đấu hạng. Đội thua sẽ được chuyển sang vòng đấu hạng Conference League.
| Đội 1                 | TTSTooltip Aggregate score | Đội 2               | Lượt đi | Lượt về      |
| --------------------- | -------------------------- | ------------------- | ------- | ------------ |
| Dinamo Minsk          | 0–2                        | Anderlecht          | 0–1     | 0–1          |
| Jagiellonia Białystok | 1–7                        | Ajax                | 1–4     | 0–3          |
| Ludogorets Razgrad    | 6–1                        | Petrocub Hîncești   | 4–0     | 2–1          |
| Lugano                | 4–8                        | Beşiktaş            | 3–3     | 1–5          |
| LASK                  | 1–2                        | FCSB                | 1–1     | 0–1          |
| RFS                   | 3–3 (4–2 p)                | APOEL               | 2–1     | 1–2 (s.h.p.) |
| Maccabi Tel Aviv      | 8–1                        | TSC                 | 3–0     | 5–1          |
| PAOK                  | 6–0                        | Shamrock Rovers     | 4–0     | 2–0          |
| Ferencváros           | 1–1 (3–2 p)                | Borac Banja Luka    | 0–0     | 1–1 (s.h.p.) |
| Molde                 | 1–1 (2–4 p)                | Elfsborg            | 0–1     | 1–0 (s.h.p.) |
| Braga                 | 4–3                        | Rapid Wien          | 2–1     | 2–2          |
| Viktoria Plzeň        | 2–0                        | Heart of Midlothian | 1–0     | 1–0          |

## Vòng đấu hạng
Lễ bốc thăm vòng loại UEFA Europa League 2024–25 diễn ra tại Grimaldi Forum ở Monaco vào ngày 30 tháng 8 năm 2024, 13:00 CEST. 36 đội được chia thành bốn nhóm, mỗi nhóm chín đội dựa trên hệ số câu lạc bộ UEFA.
36 đội được bốc thăm thủ công và sau đó phần mềm tự động bốc thăm ngẫu nhiên tám đối thủ khác nhau, xác định trận đấu nào của họ diễn ra trên sân nhà và trận nào diễn ra trên sân khách. Mỗi đội sẽ đối mặt với hai đối thủ từ mỗi nhóm bốn đội, một trên sân nhà và một trên sân khách. Các đội không được đối mặt với các đối thủ từ cùng một hiệp hội và chỉ được bốc thăm với tối đa hai đội từ cùng một hiệp hội.
RFS sẽ lần đầu tiên xuất hiện kể từ khi vòng bảng được giới thiệu.
Tổng cộng có 23 hiệp hội quốc gia sẽ có đại diện tham gia vòng đấu hạng.

### Bảng xếp hạng
Tám đội xếp hạng cao nhất sẽ được miễn vào vòng 16 đội. Các đội xếp hạng từ 9 đến 24 sẽ tham gia vòng play-off đấu loại trực tiếp, với các đội xếp hạng từ 9 đến 16 được xếp hạt giống cho lượt bốc thăm. Các đội xếp hạng từ 25 đến 36 bị loại khỏi mọi cuộc thi, không được tham gia UEFA Conference League 2024–25.
| VT | Đội                  | ST | T | H | B | BT | BB | HS  | Đ  | Giành quyền tham dự                                                 |
| -- | -------------------- | -- | - | - | - | -- | -- | --- | -- | ------------------------------------------------------------------- |
| 1  | Lazio                | 8  | 6 | 1 | 1 | 17 | 5  | +12 | 19 | Đi tiếp vào vòng 16 đội (nhóm hạt giống)                            |
| 2  | Athletic Bilbao      | 8  | 6 | 1 | 1 | 15 | 7  | +8  | 19 | Đi tiếp vào vòng 16 đội (nhóm hạt giống)                            |
| 3  | Manchester United    | 8  | 5 | 3 | 0 | 16 | 9  | +7  | 18 | Đi tiếp vào vòng 16 đội (nhóm hạt giống)                            |
| 4  | Tottenham Hotspur    | 8  | 5 | 2 | 1 | 17 | 9  | +8  | 17 | Đi tiếp vào vòng 16 đội (nhóm hạt giống)                            |
| 5  | Eintracht Frankfurt  | 8  | 5 | 1 | 2 | 14 | 10 | +4  | 16 | Đi tiếp vào vòng 16 đội (nhóm hạt giống)                            |
| 6  | Lyon                 | 8  | 4 | 3 | 1 | 16 | 8  | +8  | 15 | Đi tiếp vào vòng 16 đội (nhóm hạt giống)                            |
| 7  | Olympiakos           | 8  | 4 | 3 | 1 | 9  | 3  | +6  | 15 | Đi tiếp vào vòng 16 đội (nhóm hạt giống)                            |
| 8  | Rangers              | 8  | 4 | 2 | 2 | 16 | 10 | +6  | 14 | Đi tiếp vào vòng 16 đội (nhóm hạt giống)                            |
| 9  | Bodø/Glimt           | 8  | 4 | 2 | 2 | 14 | 11 | +3  | 14 | Đi tiếp vào vòng play-off đấu loại trực tiếp (nhóm hạt giống)       |
| 10 | Anderlecht           | 8  | 4 | 2 | 2 | 14 | 12 | +2  | 14 | Đi tiếp vào vòng play-off đấu loại trực tiếp (nhóm hạt giống)       |
| 11 | FCSB                 | 8  | 4 | 2 | 2 | 10 | 9  | +1  | 14 | Đi tiếp vào vòng play-off đấu loại trực tiếp (nhóm hạt giống)       |
| 12 | Ajax                 | 8  | 4 | 1 | 3 | 16 | 8  | +8  | 13 | Đi tiếp vào vòng play-off đấu loại trực tiếp (nhóm hạt giống)       |
| 13 | Real Sociedad        | 8  | 4 | 1 | 3 | 13 | 9  | +4  | 13 | Đi tiếp vào vòng play-off đấu loại trực tiếp (nhóm hạt giống)       |
| 14 | Galatasaray          | 8  | 3 | 4 | 1 | 19 | 16 | +3  | 13 | Đi tiếp vào vòng play-off đấu loại trực tiếp (nhóm hạt giống)       |
| 15 | AS Roma              | 8  | 3 | 3 | 2 | 10 | 6  | +4  | 12 | Đi tiếp vào vòng play-off đấu loại trực tiếp (nhóm hạt giống)       |
| 16 | Viktoria Plzeň       | 8  | 3 | 3 | 2 | 13 | 12 | +1  | 12 | Đi tiếp vào vòng play-off đấu loại trực tiếp (nhóm hạt giống)       |
| 17 | Ferencváros          | 8  | 4 | 0 | 4 | 15 | 15 | 0   | 12 | Đi tiếp vào vòng play-off đấu loại trực tiếp (nhóm không hạt giống) |
| 18 | Porto                | 8  | 3 | 2 | 3 | 13 | 11 | +2  | 11 | Đi tiếp vào vòng play-off đấu loại trực tiếp (nhóm không hạt giống) |
| 19 | AZ                   | 8  | 3 | 2 | 3 | 13 | 13 | 0   | 11 | Đi tiếp vào vòng play-off đấu loại trực tiếp (nhóm không hạt giống) |
| 20 | Midtjylland          | 8  | 3 | 2 | 3 | 9  | 9  | 0   | 11 | Đi tiếp vào vòng play-off đấu loại trực tiếp (nhóm không hạt giống) |
| 21 | Union Saint-Gilloise | 8  | 3 | 2 | 3 | 8  | 8  | 0   | 11 | Đi tiếp vào vòng play-off đấu loại trực tiếp (nhóm không hạt giống) |
| 22 | PAOK                 | 8  | 3 | 1 | 4 | 12 | 10 | +2  | 10 | Đi tiếp vào vòng play-off đấu loại trực tiếp (nhóm không hạt giống) |
| 23 | Twente               | 8  | 2 | 4 | 2 | 8  | 9  | −1  | 10 | Đi tiếp vào vòng play-off đấu loại trực tiếp (nhóm không hạt giống) |
| 24 | Fenerbahçe           | 8  | 2 | 4 | 2 | 9  | 11 | −2  | 10 | Đi tiếp vào vòng play-off đấu loại trực tiếp (nhóm không hạt giống) |
| 25 | Braga                | 8  | 3 | 1 | 4 | 9  | 12 | −3  | 10 |                                                                     |
| 26 | IF Elfsborg          | 8  | 3 | 1 | 4 | 9  | 14 | −5  | 10 |                                                                     |
| 27 | TSG Hoffenheim       | 8  | 2 | 3 | 3 | 11 | 14 | −3  | 9  |                                                                     |
| 28 | Beşiktaş             | 8  | 3 | 0 | 5 | 10 | 15 | −5  | 9  |                                                                     |
| 29 | Maccabi Tel Aviv     | 8  | 2 | 0 | 6 | 8  | 17 | −9  | 6  |                                                                     |
| 30 | Slavia Praha         | 8  | 1 | 2 | 5 | 7  | 11 | −4  | 5  |                                                                     |
| 31 | Malmö FF             | 8  | 1 | 2 | 5 | 10 | 17 | −7  | 5  |                                                                     |
| 32 | RFS                  | 8  | 1 | 2 | 5 | 6  | 13 | −7  | 5  |                                                                     |
| 33 | Ludogorets Razgrad   | 8  | 0 | 4 | 4 | 4  | 11 | −7  | 4  |                                                                     |
| 34 | Dynamo Kyiv          | 8  | 1 | 1 | 6 | 5  | 18 | −13 | 4  |                                                                     |
| 35 | Nice                 | 8  | 0 | 3 | 5 | 7  | 16 | −9  | 3  |                                                                     |
| 36 | Qarabağ              | 8  | 1 | 0 | 7 | 6  | 20 | −14 | 3  |                                                                     |

### Kết quả
| Đội nhà             | Tỷ số | Đội khách            |
| ------------------- | ----- | -------------------- |
| AZ                  | 3–2   | IF Elfsborg          |
| Bodø/Glimt          | 3–2   | Porto                |
| Dynamo Kyiv         | 0–3   | Lazio                |
| Midtjylland         | 1–1   | TSG Hoffenheim       |
| Galatasaray         | 3–1   | PAOK                 |
| Manchester United   | 1–1   | Twente               |
| Nice                | 1–1   | Real Sociedad        |
| Ludogorets Razgrad  | 0–2   | Slavia Prague        |
| Anderlecht          | 2–1   | Ferencváros          |
| Fenerbahçe          | 2–1   | Union Saint-Gilloise |
| Malmö FF            | 0–2   | Rangers              |
| Ajax                | 4–0   | Beşiktaş             |
| AS Roma             | 1–1   | Athletic Bilbao      |
| Eintracht Frankfurt | 3–3   | Viktoria Plzeň       |
| FCSB                | 4–1   | RFS                  |
| Lyon                | 2–0   | Olympiacos           |
| Braga               | 2–1   | Maccabi Tel Aviv     |
| Tottenham Hotspur   | 3–0   | Qarabağ              |

| Đội nhà              | Tỷ số | Đội khách           |
| -------------------- | ----- | ------------------- |
| RFS                  | 2–2   | Galatasaray         |
| Ferencváros          | 1–2   | Tottenham Hotspur   |
| Maccabi Tel Aviv     | 0–2   | Midtjylland         |
| Olympiacos           | 3–0   | Braga               |
| Qarabağ              | 1–2   | Malmö FF            |
| Real Sociedad        | 1–2   | Anderlecht          |
| Lazio                | 4–1   | Nice                |
| Slavia Prague        | 1–1   | Ajax                |
| TSG Hoffenheim       | 2–0   | Dynamo Kyiv         |
| Athletic Bilbao      | 2–0   | AZ                  |
| Beşiktaş             | 1–3   | Eintracht Frankfurt |
| Porto                | 3–3   | Manchester United   |
| Twente               | 1–1   | Fenerbahçe          |
| Viktoria Plzeň       | 0–0   | Ludogorets Razgrad  |
| IF Elfsborg          | 1–0   | AS Roma             |
| PAOK                 | 0–1   | FCSB                |
| Union Saint-Gilloise | 0–0   | Bodø/Glimt          |
| Rangers              | 1–4   | Lyon                |

| Đội nhà             | Tỷ số | Đội khách            |
| ------------------- | ----- | -------------------- |
| Galatasaray         | 4–3   | IF Elfsborg          |
| Braga               | 1–2   | Bodø/Glimt           |
| AS Roma             | 1–0   | Dynamo Kyiv          |
| Eintracht Frankfurt | 1–0   | RFS                  |
| Midtjylland         | 1–0   | Union Saint-Gilloise |
| Ferencváros         | 1–0   | Nice                 |
| Maccabi Tel Aviv    | 1–2   | Real Sociedad        |
| PAOK                | 2–2   | Viktoria Plzeň       |
| Qarabağ             | 0–3   | Ajax                 |
| Athletic Bilbao     | 1–0   | Slavia Prague        |
| Porto               | 2–0   | TSG Hoffenheim       |
| Twente              | 0–2   | Lazio                |
| Fenerbahçe          | 1–1   | Manchester United    |
| Malmö FF            | 0–1   | Olympiacos           |
| Lyon                | 0–1   | Beşiktaş             |
| Rangers             | 4–0   | FCSB                 |
| Anderlecht          | 2–0   | Ludogorets Razgrad   |
| Tottenham Hotspur   | 1–0   | AZ                   |

| Đội nhà              | Tỷ số | Đội khách         |
| -------------------- | ----- | ----------------- |
| Beşiktaş             | 2–1   | Malmö FF          |
| Eintracht Frankfurt  | 1–0   | Slavia Prague     |
| Bodø/Glimt           | 1–2   | Qarabağ           |
| FCSB                 | 2–0   | Midtjylland       |
| Galatasaray          | 3–2   | Tottenham Hotspur |
| IF Elfsborg          | 1–1   | Braga             |
| Nice                 | 2–2   | Twente            |
| Olympiacos           | 1–1   | Rangers           |
| Ludogorets Razgrad   | 1–2   | Athletic Bilbao   |
| Union Saint-Gilloise | 1–1   | AS Roma           |
| Ajax                 | 5–0   | Maccabi Tel Aviv  |
| AZ                   | 3–1   | Fenerbahçe        |
| Dynamo Kyiv          | 0–4   | Ferencváros       |
| RFS                  | 1–1   | Anderlecht        |
| Viktoria Plzeň       | 2–1   | Real Sociedad     |
| Manchester United    | 2–0   | PAOK              |
| Lazio                | 2–1   | Porto             |
| TSG Hoffenheim       | 2–2   | Lyon              |

| Đội nhà           | Tỷ số | Đội khách            |
| ----------------- | ----- | -------------------- |
| Athletic Bilbao   | 3–0   | IF Elfsborg          |
| AZ                | 1–1   | Galatasaray          |
| Beşiktaş          | 1–3   | Maccabi Tel Aviv     |
| Dynamo Kyiv       | 1–2   | Viktoria Plzeň       |
| RFS               | 0–2   | PAOK                 |
| Qarabağ           | 1–4   | Lyon                 |
| Anderlecht        | 2–2   | Porto                |
| Lazio             | 0–0   | Ludogorets Razgrad   |
| Midtjylland       | 1–2   | Eintracht Frankfurt  |
| Twente            | 0–1   | Union Saint-Gilloise |
| Ferencváros       | 4–1   | Malmö FF             |
| FCSB              | 0–0   | Olympiacos           |
| Manchester United | 3–2   | Bodø/Glimt           |
| Nice              | 1–4   | Rangers              |
| Real Sociedad     | 2–0   | Ajax                 |
| Braga             | 3–0   | TSG Hoffenheim       |
| Slavia Prague     | 1–2   | Fenerbahçe           |
| Tottenham Hotspur | 2–2   | AS Roma              |

| Đội nhà              | Tỷ số | Đội khách           |
| -------------------- | ----- | ------------------- |
| Fenerbahçe           | 0–2   | Athletic Bilbao     |
| AS Roma              | 3–0   | Braga               |
| Viktoria Plzeň       | 1–2   | Manchester United   |
| Malmö FF             | 2–2   | Galatasaray         |
| Olympiacos           | 0–0   | Twente              |
| PAOK                 | 5–0   | Ferencváros         |
| Ludogorets Razgrad   | 2–2   | AZ                  |
| Union Saint-Gilloise | 2–1   | Nice                |
| TSG Hoffenheim       | 0–0   | FCSB                |
| Ajax                 | 1–3   | Lazio               |
| Porto                | 2–0   | Midtjylland         |
| Bodø/Glimt           | 2–1   | Beşiktaş            |
| IF Elfsborg          | 1–0   | Qarabağ             |
| Maccabi Tel Aviv     | 2–1   | RFS                 |
| Lyon                 | 3–2   | Eintracht Frankfurt |
| Rangers              | 1–1   | Tottenham Hotspur   |
| Real Sociedad        | 3–0   | Dynamo Kyiv         |
| Slavia Prague        | 1–2   | Anderlecht          |

| Đội nhà              | Tỷ số | Đội khách         |
| -------------------- | ----- | ----------------- |
| Galatasaray          | 3–3   | Dynamo Kyiv       |
| Beşiktaş             | 4–1   | Athletic Bilbao   |
| AZ                   | 1–0   | AS Roma           |
| Porto                | 0–1   | Olympiacos        |
| Viktoria Plzeň       | 2–0   | Anderlecht        |
| Fenerbahçe           | 0–0   | Lyon              |
| Bodø/Glimt           | 3–1   | Maccabi Tel Aviv  |
| Malmö FF             | 2–3   | Twente            |
| Qarabağ              | 2–3   | FCSB              |
| TSG Hoffenheim       | 2–3   | Tottenham Hotspur |
| Eintracht Frankfurt  | 2–0   | Ferencváros       |
| RFS                  | 1–0   | Ajax              |
| IF Elfsborg          | 1–0   | Nice              |
| Manchester United    | 2–1   | Rangers           |
| PAOK                 | 2–0   | Slavia Prague     |
| Ludogorets Razgrad   | 0–2   | Midtjylland       |
| Union Saint-Gilloise | 2–1   | Braga             |
| Lazio                | 3–1   | Real Sociedad     |

| Đội nhà           | Tỷ số | Đội khách            |
| ----------------- | ----- | -------------------- |
| Ajax              | 2–1   | Galatasaray          |
| AS Roma           | 2–0   | Eintracht Frankfurt  |
| Athletic Bilbao   | 3–1   | Viktoria Plzeň       |
| Dynamo Kyiv       | 1–0   | RFS                  |
| Midtjylland       | 2–2   | Fenerbahçe           |
| Twente            | 1–0   | Beşiktaş             |
| Ferencváros       | 4–3   | AZ                   |
| FCSB              | 0–2   | Manchester United    |
| Maccabi Tel Aviv  | 0–1   | Porto                |
| Nice              | 1–1   | Bodø/Glimt           |
| Olympiacos        | 3–0   | Qarabağ              |
| Lyon              | 1–1   | Ludogorets Razgrad   |
| Rangers           | 2–1   | Union Saint-Gilloise |
| Real Sociedad     | 2–0   | PAOK                 |
| Anderlecht        | 3–4   | TSG Hoffenheim       |
| Braga             | 1–0   | Lazio                |
| Slavia Prague     | 2–2   | Malmö FF             |
| Tottenham Hotspur | 3–0   | IF Elfsborg          |

## Vòng đấu loại trực tiếp
Trong vòng đấu loại trực tiếp, các đội sẽ đấu với nhau theo thể thức hai lượt trên sân nhà và sân khách, ngoại trừ trận chung kết chỉ một trận. Cấu trúc bảng đấu cho vòng đấu loại trực tiếp được cố định một phần trước bằng cách sử dụng việc xếp hạt giống, với vị trí của các đội trong bảng đấu được xác định bởi bảng xếp hạng cuối cùng trong vòng đấu hạng.
Ở vòng đấu loại trực tiếp, không có sự phân biệt quốc gia, các đội từ cùng một hiệp hội có thể đối đầu với nhau ở bất kỳ vòng nào. Các đội cũng có thể đối đầu với các đối thủ mà họ đã gặp ở vòng đấu hạng.
Cơ chế bốc thăm cho mỗi vòng như sau:
- Trong lễ bốc thăm vòng play-off đấu loại trực tiếp, tám đội kết thúc vòng đấu hạng ở vị trí 9–16 được xếp hạt giống, còn tám đội ở vị trí 17–24 không được xếp hạt giống. Lễ bốc thăm được chia thành bốn phần dựa trên bảng đấu được xác định trước, với các đội được xếp hạt giống ở mỗi phần được bốc thăm đấu với một trong hai đối thủ không được xếp hạt giống của họ. Các đội được xếp hạt giống sẽ tổ chức trận lượt về.
- Trong lễ bốc thăm vòng 16 đội, tám đội kết thúc vòng đấu hạng ở vị trí 1–8 sẽ được xếp hạt giống, còn tám đội thắng ở vòng play-off không được xếp hạt giống. Một lần nữa, lễ bốc thăm được chia thành bốn phần dựa trên bảng đấu được xác định trước, với các đội được xếp hạt giống ở mỗi phần được bốc thăm đấu với một trong hai đối thủ không được xếp hạt giống của họ. Các đội được xếp hạt giống sẽ tổ chức trận lượt về.
- Ở vòng tứ kết và bán kết, các cặp đấu chính xác được xác định trước dựa trên sơ đồ nhánh đấu. Một cuộc bốc thăm chỉ được tiến hành để xác định đội nào sẽ thi đấu lượt đi trên sân nhà. Một cuộc bốc thăm cũng được tổ chức để xác định đội chiến thắng ở bán kết nào được chỉ định là đội "chủ nhà" cho trận chung kết (vì mục đích hành chính do trận đấu được tổ chức tại một sân trung lập).

### Sơ đồ
|  |                                  |                                  |                                  |                                  |                                  |                   |   |             |                     |             |                            |             |                   |               |                   |        |        |        |        |  |  |         |         |         |         |         |  |  |           |           |           |
|  | Vòng play-off đấu loại trực tiếp | Vòng play-off đấu loại trực tiếp | Vòng play-off đấu loại trực tiếp | Vòng play-off đấu loại trực tiếp | Vòng play-off đấu loại trực tiếp |                   |   | Vòng 16 đội | Vòng 16 đội         | Vòng 16 đội | Vòng 16 đội                | Vòng 16 đội |                   |               | Tứ kết            | Tứ kết | Tứ kết | Tứ kết | Tứ kết |  |  | Bán kết | Bán kết | Bán kết | Bán kết | Bán kết |  |  | Chung kết | Chung kết | Chung kết |
|  | Vòng play-off đấu loại trực tiếp | Vòng play-off đấu loại trực tiếp | Vòng play-off đấu loại trực tiếp | Vòng play-off đấu loại trực tiếp | Vòng play-off đấu loại trực tiếp |                   |   | Vòng 16 đội | Vòng 16 đội         | Vòng 16 đội | Vòng 16 đội                | Vòng 16 đội |                   |               | Tứ kết            | Tứ kết | Tứ kết | Tứ kết | Tứ kết |  |  | Bán kết | Bán kết | Bán kết | Bán kết | Bán kết |  |  | Chung kết | Chung kết | Chung kết |
|  |                                  |                                  |                                  |                                  |                                  |                   |   |             |                     |             |                            |             |                   |               |                   |        |        |        |        |  |  |         |         |         |         |         |  |  |           |           |           |
|  |                                  |                                  |                                  |                                  |                                  |                   |   |             |                     |             |                            |             |                   |               |                   |        |        |        |        |  |  |         |         |         |         |         |  |  |           |           |           |
|  | 19                               | AZ                               | 4                                | 2                                | 6                                |                   |   |             |                     |             |                            |             |                   |               |                   |        |        |        |        |  |  |         |         |         |         |         |  |  |           |           |           |
|  | 19                               | AZ                               | 4                                | 2                                | 6                                |                   |   |             |                     |             |                            |             |                   |               |                   |        |        |        |        |  |  |         |         |         |         |         |  |  |           |           |           |
|  | 14                               | Galatasaray                      | 1                                | 2                                | 3                                |                   |   | 19          | AZ                  | 1           | 1                          | 2           |                   |               |                   |        |        |        |        |  |  |         |         |         |         |         |  |  |           |           |           |
|  | 14                               | Galatasaray                      | 1                                | 2                                | 3                                |                   |   | 19          | AZ                  | 1           | 1                          | 2           |                   |               |                   |        |        |        |        |  |  |         |         |         |         |         |  |  |           |           |           |
|  |                                  |                                  |                                  |                                  |                                  |                   |   | 4           | Tottenham Hotspur   | 0           | 3                          | 3           |                   |               |                   |        |        |        |        |  |  |         |         |         |         |         |  |  |           |           |           |
|  |                                  |                                  |                                  |                                  | 4                                | Tottenham Hotspur | 1 | 4           | Tottenham Hotspur   | 0           | 3                          | 3           | 1                 | 2             |                   |        |        |        |        |  |  |         |         |         |         |         |  |  |           |           |           |
|  | 21                               | Union Saint-Gilloise             | 0                                | 2                                | 4                                | Tottenham Hotspur | 1 | 2           |                     |             |                            |             |                   |               |                   |        |        |        |        |  |  |         |         |         |         |         |  |  |           |           |           |
|  | 21                               | Union Saint-Gilloise             | 0                                | 2                                |                                  |                   |   | 2           |                     | 5           | Eintracht Frankfurt        | 1           | 0                 | 1             |                   |        |        |        |        |  |  |         |         |         |         |         |  |  |           |           |           |
|  | 12                               | Ajax (s.h.p.)                    | 2                                | 1                                | 3                                |                   |   | 12          | Ajax                | 5           | Eintracht Frankfurt        | 1           | 0                 | 1             | 1                 | 1      | 2      |        |        |  |  |         |         |         |         |         |  |  |           |           |           |
|  | 12                               | Ajax (s.h.p.)                    | 2                                | 1                                | 3                                |                   |   | 12          | Ajax                |             |                            |             |                   |               |                   |        | 2      |        |        |  |  |         |         |         |         |         |  |  |           |           |           |
|  |                                  |                                  |                                  |                                  |                                  |                   |   | 5           | Eintracht Frankfurt | 2           | 4                          | 6           |                   |               |                   |        |        |        |        |  |  |         |         |         |         |         |  |  |           |           |           |
|  |                                  |                                  |                                  |                                  |                                  |                   | 4 | 5           | Eintracht Frankfurt | 2           | 4                          | 6           | Tottenham Hotspur | 3             | 2                 | 5      |        |        |        |  |  |         |         |         |         |         |  |  |           |           |           |
|  | 23                               | Twente                           | 2                                | 2                                | 4                                |                   | 4 |             |                     |             |                            |             |                   |               |                   |        |        |        |        |  |  |         |         |         |         |         |  |  |           |           |           |
|  | 23                               | Twente                           | 2                                | 2                                | 4                                |                   |   |             |                     | 9           | Bodø/Glimt                 | 1           | 0                 | 1             |                   |        |        |        |        |  |  |         |         |         |         |         |  |  |           |           |           |
|  | 9                                | Bodø/Glimt (s.h.p.)              | 1                                | 5                                | 6                                |                   |   | 9           | Bodø/Glimt          | 9           | Bodø/Glimt                 | 1           | 0                 | 1             | 3                 | 1      | 4      |        |        |  |  |         |         |         |         |         |  |  |           |           |           |
|  | 9                                | Bodø/Glimt (s.h.p.)              | 1                                | 5                                | 6                                |                   |   | 9           | Bodø/Glimt          |             |                            |             |                   |               |                   |        | 4      |        |        |  |  |         |         |         |         |         |  |  |           |           |           |
|  |                                  |                                  |                                  |                                  |                                  |                   |   | 7           | Olympiacos          | 0           | 2                          | 2           |                   |               |                   |        |        |        |        |  |  |         |         |         |         |         |  |  |           |           |           |
|  |                                  |                                  |                                  |                                  | 9                                | Bodø/Glimt        | 2 | 7           | Olympiacos          | 0           | 2                          | 2           | 1                 | 3 (3)         |                   |        |        |        |        |  |  |         |         |         |         |         |  |  |           |           |           |
|  | 17                               | Ferencváros                      | 1                                | 0                                | 9                                | Bodø/Glimt        | 2 | 1           |                     |             |                            |             |                   |               |                   |        |        |        |        |  |  |         |         |         |         |         |  |  |           |           |           |
|  | 17                               | Ferencváros                      | 1                                | 0                                |                                  |                   |   | 1           |                     | 1           | Lazio                      | 0           | 3                 | 3 (2)         |                   |        |        |        |        |  |  |         |         |         |         |         |  |  |           |           |           |
|  | 16                               | Viktoria Plzeň                   | 0                                | 3                                | 3                                |                   |   | 16          | Viktoria Plzeň      | 1           | Lazio                      | 0           | 3                 | 3 (2)         | 1                 | 1      | 2      |        |        |  |  |         |         |         |         |         |  |  |           |           |           |
|  | 16                               | Viktoria Plzeň                   | 0                                | 3                                | 3                                |                   |   | 16          | Viktoria Plzeň      |             |                            |             |                   | 21/5 – Bilbao | 1                 | 1      | 2      |        |        |  |  |         |         |         |         |         |  |  |           |           |           |
|  |                                  |                                  |                                  |                                  |                                  |                   |   | 1           | Lazio               | 2           | 1                          | 3           |                   |               |                   |        |        |        |        |  |  |         |         |         |         |         |  |  |           |           |           |
|  |                                  |                                  |                                  |                                  |                                  |                   |   | 1           | Lazio               | 2           | 1                          | 3           |                   | 4             | Tottenham Hotspur | 1      |        |        |        |  |  |         |         |         |         |         |  |  |           |           |           |
|  | 24                               | Fenerbahçe                       | 3                                | 2                                | 5                                |                   |   |             |                     |             |                            |             |                   |               |                   |        |        |        |        |  |  |         |         |         |         |         |  |  |           |           |           |
|  | 24                               | Fenerbahçe                       | 3                                | 2                                | 5                                |                   |   |             |                     | 3           | Manchester United          | 0           |                   |               |                   |        |        |        |        |  |  |         |         |         |         |         |  |  |           |           |           |
|  | 10                               | Anderlecht                       | 0                                | 2                                | 2                                |                   |   | 24          | Fenerbahçe          | 3           | Manchester United          | 0           | 1                 | 2             | 3 (2)             |        |        |        |        |  |  |         |         |         |         |         |  |  |           |           |           |
|  | 10                               | Anderlecht                       | 0                                | 2                                | 2                                |                   |   | 24          | Fenerbahçe          |             |                            |             |                   |               |                   |        |        |        |        |  |  |         |         |         |         |         |  |  |           |           |           |
|  |                                  |                                  |                                  |                                  |                                  |                   |   | 8           | Rangers             | 3           | 0                          | 3 (3)       |                   |               |                   |        |        |        |        |  |  |         |         |         |         |         |  |  |           |           |           |
|  |                                  |                                  |                                  |                                  | 8                                | Rangers           | 0 | 8           | Rangers             | 3           | 0                          | 3 (3)       | 0                 | 0             |                   |        |        |        |        |  |  |         |         |         |         |         |  |  |           |           |           |
|  | 18                               | Porto                            | 1                                | 2                                | 8                                | Rangers           | 0 | 3           |                     |             |                            |             |                   |               |                   |        |        |        |        |  |  |         |         |         |         |         |  |  |           |           |           |
|  | 18                               | Porto                            | 1                                | 2                                |                                  |                   |   | 3           |                     | 2           | Athletic Bilbao            | 0           | 2                 | 2             |                   |        |        |        |        |  |  |         |         |         |         |         |  |  |           |           |           |
|  | 15                               | AS Roma                          | 1                                | 3                                | 4                                |                   |   | 15          | AS Roma             | 2           | Athletic Bilbao            | 0           | 2                 | 2             | 2                 | 1      | 3      |        |        |  |  |         |         |         |         |         |  |  |           |           |           |
|  | 15                               | AS Roma                          | 1                                | 3                                | 4                                |                   |   | 15          | AS Roma             |             |                            |             |                   |               |                   |        | 3      |        |        |  |  |         |         |         |         |         |  |  |           |           |           |
|  |                                  |                                  |                                  |                                  |                                  |                   |   | 2           | Athletic Bilbao     | 1           | 3                          | 4           |                   |               |                   |        |        |        |        |  |  |         |         |         |         |         |  |  |           |           |           |
|  |                                  |                                  |                                  |                                  |                                  |                   | 2 | 2           | Athletic Bilbao     | 1           | 3                          | 4           | Athletic Bilbao   | 0             | 1                 | 1      |        |        |        |  |  |         |         |         |         |         |  |  |           |           |           |
|  | 22                               | PAOK                             | 1                                | 0                                | 1                                |                   | 2 |             |                     |             |                            |             |                   |               |                   |        |        |        |        |  |  |         |         |         |         |         |  |  |           |           |           |
|  | 22                               | PAOK                             | 1                                | 0                                | 1                                |                   |   |             |                     | 3           | Manchester United          | 3           | 4                 | 7             |                   |        |        |        |        |  |  |         |         |         |         |         |  |  |           |           |           |
|  | 11                               | FCSB                             | 2                                | 2                                | 4                                |                   |   | 11          | FCSB                | 3           | Manchester United          | 3           | 4                 | 7             | 1                 | 0      | 1      |        |        |  |  |         |         |         |         |         |  |  |           |           |           |
|  | 11                               | FCSB                             | 2                                | 2                                | 4                                |                   |   | 11          | FCSB                |             |                            |             |                   |               |                   |        | 1      |        |        |  |  |         |         |         |         |         |  |  |           |           |           |
|  |                                  |                                  |                                  |                                  |                                  |                   |   | 6           | Lyon                | 3           | 4                          | 7           |                   |               |                   |        |        |        |        |  |  |         |         |         |         |         |  |  |           |           |           |
|  |                                  |                                  |                                  |                                  | 6                                | Lyon              | 2 | 6           | Lyon                | 3           | 4                          | 7           | 4                 | 6             |                   |        |        |        |        |  |  |         |         |         |         |         |  |  |           |           |           |
|  | 20                               | Midtjylland                      | 1                                | 2                                | 6                                | Lyon              | 2 | 3           |                     |             |                            |             |                   |               |                   |        |        |        |        |  |  |         |         |         |         |         |  |  |           |           |           |
|  | 20                               | Midtjylland                      | 1                                | 2                                |                                  |                   |   | 3           |                     | 3           | Manchester United (s.h.p.) | 2           | 5                 | 7             |                   |        |        |        |        |  |  |         |         |         |         |         |  |  |           |           |           |
|  | 13                               | Real Sociedad                    | 2                                | 5                                | 7                                |                   |   | 13          | Real Sociedad       | 3           | Manchester United (s.h.p.) | 2           | 5                 | 7             | 1                 | 1      | 2      |        |        |  |  |         |         |         |         |         |  |  |           |           |           |
|  | 13                               | Real Sociedad                    | 2                                | 5                                | 7                                |                   |   | 13          | Real Sociedad       |             |                            |             |                   |               |                   |        | 2      |        |        |  |  |         |         |         |         |         |  |  |           |           |           |
|  |                                  |                                  |                                  |                                  |                                  |                   |   | 3           | Manchester United   | 1           | 4                          | 5           |                   |               |                   |        |        |        |        |  |  |         |         |         |         |         |  |  |           |           |           |
|  |                                  |                                  |                                  |                                  |                                  |                   |   | 3           | Manchester United   | 1           | 4                          | 5           |                   |               |                   |        |        |        |        |  |  |         |         |         |         |         |  |  |           |           |           |

### Vòng play-off đấu loại trực tiếp
Lễ bốc thăm vòng play-off đấu loại trực tiếp được tổ chức vào ngày 31 tháng 1 năm 2025, 13:00 CET.
Lượt đi diễn ra vào ngày 13 tháng 2 và lượt về diễn ra vào ngày 20 tháng 2 năm 2025.
| Đội 1                | TTSTooltip Aggregate score | Đội 2          | Lượt đi | Lượt về      |
| -------------------- | -------------------------- | -------------- | ------- | ------------ |
| Ferencváros          | 1–3                        | Viktoria Plzeň | 1–0     | 0–3          |
| Twente               | 4–6                        | Bodø/Glimt     | 2–1     | 2–5 (s.h.p.) |
| Union Saint-Gilloise | 2–3                        | Ajax           | 0–2     | 2–1 (s.h.p.) |
| AZ                   | 6–3                        | Galatasaray    | 4–1     | 2–2          |
| Midtjylland          | 3–7                        | Real Sociedad  | 1–2     | 2–5          |
| PAOK                 | 1–4                        | FCSB           | 1–2     | 0–2          |
| Fenerbahçe           | 5–2                        | Anderlecht     | 3–0     | 2–2          |
| Porto                | 3–4                        | AS Roma        | 1–1     | 2–3          |

### Vòng 16 đội
Lễ bốc thăm vòng 16 đội được tổ chức vào ngày 21 tháng 2 năm 2025, 13:00 CET.
Các trận lượt đi diễn ra vào ngày 6 tháng 3 và lượt về diễn ra vào ngày 13 tháng 3 năm 2025.
| Đội 1          | TTSTooltip Aggregate score | Đội 2               | Lượt đi | Lượt về      |
| -------------- | -------------------------- | ------------------- | ------- | ------------ |
| Viktoria Plzeň | 2–3                        | Lazio               | 1–2     | 1–1          |
| Bodø/Glimt     | 4–2                        | Olympiacos          | 3–0     | 1–2          |
| Ajax           | 2–6                        | Eintracht Frankfurt | 1–2     | 1–4          |
| AZ             | 2–3                        | Tottenham Hotspur   | 1–0     | 1–3          |
| AS Roma        | 3–4                        | Athletic Bilbao     | 2–1     | 1–3          |
| Fenerbahçe     | 3–3 (2–3 p)                | Rangers             | 1–3     | 2–0 (s.h.p.) |
| FCSB           | 1–7                        | Lyon                | 1–3     | 0–4          |
| Real Sociedad  | 2–5                        | Manchester United   | 1–1     | 1–4          |

### Tứ kết
Lễ bốc thăm thứ tự các trận lượt đi vòng tứ kết được tổ chức vào ngày 21 tháng 2 năm 2025, 13:00 CET, sau lễ bốc thăm vòng 16 đội.
Các trận lượt đi diễn ra vào ngày 10 tháng 4 và lượt về diễn ra vào ngày 17 tháng 4 năm 2025.
| Đội 1             | TTSTooltip Aggregate score | Đội 2               | Lượt đi | Lượt về      |
| ----------------- | -------------------------- | ------------------- | ------- | ------------ |
| Bodø/Glimt        | 3–3 (3–2 p)                | Lazio               | 2–0     | 1–3 (s.h.p.) |
| Tottenham Hotspur | 2–1                        | Eintracht Frankfurt | 1–1     | 1–0          |
| Rangers           | 0–2                        | Athletic Bilbao     | 0–0     | 0–2          |
| Lyon              | 6–7                        | Manchester United   | 2–2     | 4–5 (s.h.p.) |

### Bán kết
Lễ bốc thăm thứ tự các trận lượt đi bán kết được tổ chức vào ngày 21 tháng 2 năm 2025, 13:00 CET, sau lễ bốc thăm vòng 16 đội và tứ kết.
Các trận lượt đi diễn ra vào ngày 1 tháng 5 và lượt về diễn ra vào ngày 8 tháng 5 năm 2025.
| Đội 1             | TTSTooltip Aggregate score | Đội 2             | Lượt đi | Lượt về |
| ----------------- | -------------------------- | ----------------- | ------- | ------- |
| Tottenham Hotspur | 5–1                        | Bodø/Glimt        | 3–1     | 2–0     |
| Athletic Bilbao   | 1–7                        | Manchester United | 0–3     | 1–4     |

### Chung kết
Trận chung kết diễn ra vào ngày 21 tháng 5 năm 2025 tại sân vận động San Mamés ở Bilbao. Đội thắng ở trận bán kết 1 sẽ được chỉ định là đội "chủ nhà" cho mục đích hành chính.
| Tottenham Hotspur | 1–0      | Manchester United |
| ----------------- | -------- | ----------------- |
| - Johnson 42'     | Chi tiết |                   |

## Thống kê
Thống kê không bao gồm vòng loại và vòng play-off.

### Ghi bàn hàng đầu
Tính đến ngày 22/5/2025.
| Hạng | Cầu thủ           | Đội               | Số bàn thắng | Số phút thi đấu |
| ---- | ----------------- | ----------------- | ------------ | --------------- |
| 1    | Ayoub El Kaabi    | Olympiacos        | 7            | 701             |
| 1    | Bruno Fernandes   | Manchester United | 7            | 1.289           |
| 1    | Kasper Høgh       | Bodø/Glimt        | 7            | 1.032           |
| 4    | Václav Černý      | Rangers           | 6            | 932             |
| 4    | Youssef En-Nesyri | Fenerbahçe        | 6            | 865             |
| 4    | Malick Fofana     | Lyon              | 6            | 514             |
| 4    | Rasmus Højlund    | Manchester United | 6            | 997             |
| 4    | Victor Osimhen    | Galatasaray       | 6            | 594             |
| 4    | Samu Omorodion    | Porto             | 6            | 767             |
| 4    | Barnabás Varga    | Ferencváros       | 6            | 686             |
| 11   | Mikel Oyarzabal   | Real Sociedad     | 5            | 730             |
| 11   | Dominic Solanke   | Tottenham Hotspur | 5            | 813             |
| 11   | Kenneth Taylor    | Ajax              | 5            | 733             |
| 11   | Nico Williams     | Athletic Bilbao   | 5            | 955             |
| 11   | Iñaki Williams    | Athletic Bilbao   | 5            | 955             |
| 11   | Yunus Akgün       | Galatasaray       | 5            | 672             |
| 17   | 17 cầu thủ        | 17 cầu thủ        | 4            | —               |

### Kiến tạo hàng đầu
Tính đến ngày 22/5/2025.
| Hạng | Cầu thủ            | Đội               | Số kiến tạo | Số phút thi đấu |
| ---- | ------------------ | ----------------- | ----------- | --------------- |
| 1    | Rayan Cherki       | Lyon              | 8           | 919             |
| 2    | Dries Mertens      | Galatasaray       | 6           | 733             |
| 3    | Georges Mikautadze | Lyon              | 5           | 667             |
| 4    | Bruno Fernandes    | Manchester United | 4           | 1289            |
| 4    | Alejandro Garnacho | Manchester United | 4           | 981             |
| 4    | Cyriel Dessers     | Rangers           | 4           | 793             |
| 4    | Dominic Solanke    | Tottenham Hotspur | 4           | 813             |
| 4    | Manuel Ugarte      | Manchester United | 4           | 647             |
| 9    | 32 cầu thủ         | 32 cầu thủ        | 3           | —               |

### Đội hình xuất sắc nhất mùa giải
Nhóm nghiên cứu chiến thuật của UEFA lựa chọn các cầu thủ sau đây vào đội hình tiêu biểu của giải đấu.
| Vt. | Cầu thủ               | Đội                 |
| --- | --------------------- | ------------------- |
| TM  | Guglielmo Vicario     | Tottenham Hotspur   |
| HV  | Pedro Porro           | Tottenham Hotspur   |
| HV  | Cristian Romero       | Tottenham Hotspur   |
| HV  | Robin Koch            | Eintracht Frankfurt |
| HV  | Fredrik André Bjørkan | Bodø/Glimt          |
| TV  | Patrick Berg          | Bodø/Glimt          |
| TV  | Bruno Fernandes       | Manchester United   |
| TV  | Casemiro              | Manchester United   |
| TĐ  | Rayan Cherki          | Lyon                |
| TĐ  | Dominic Solanke       | Tottenham Hotspur   |
| TĐ  | Nico Williams         | Athletic Bilbao     |

### Cầu thủ xuất sắc nhất mùa giải
- Cristian Romero ( Tottenham Hotspur)[22]

### Cầu thủ trẻ xuất sắc nhất mùa giải
- Rayan Cherki ( Lyon)[23]